# Ryanair
A Ryanair (LSE: RYA, Euronext: RY4C, NASDAQ: RYAAY) é uma companhia aérea de baixo custo irlandesa com base em Dublin, República da Irlanda. No entanto, desenvolve a maioria das suas operações a partir do Reino Unido, nomeadamente a partir da sua principal base (hub), Aeroporto de Londres Stansted. É actualmente a maior companhia aérea da Irlanda e a maior da Europa no setor low cost. Em 2018, a Ryanair foi responsável por cerca de 9,9 megatons de CO2; isso faz da Ryanair um dos dez emissores de CO2 da UE com a maior quantidade de gases de efeito estufa. Com exceção da MSC, todos os outros nove emissores de CO2 são usinas de carvão na Alemanha ou na Polônia.
A empresa é muito conhecida também pelo seus pousos duros e desconfortáveis, o que popularizou na internet.[carece de fontes?]

## Perfil

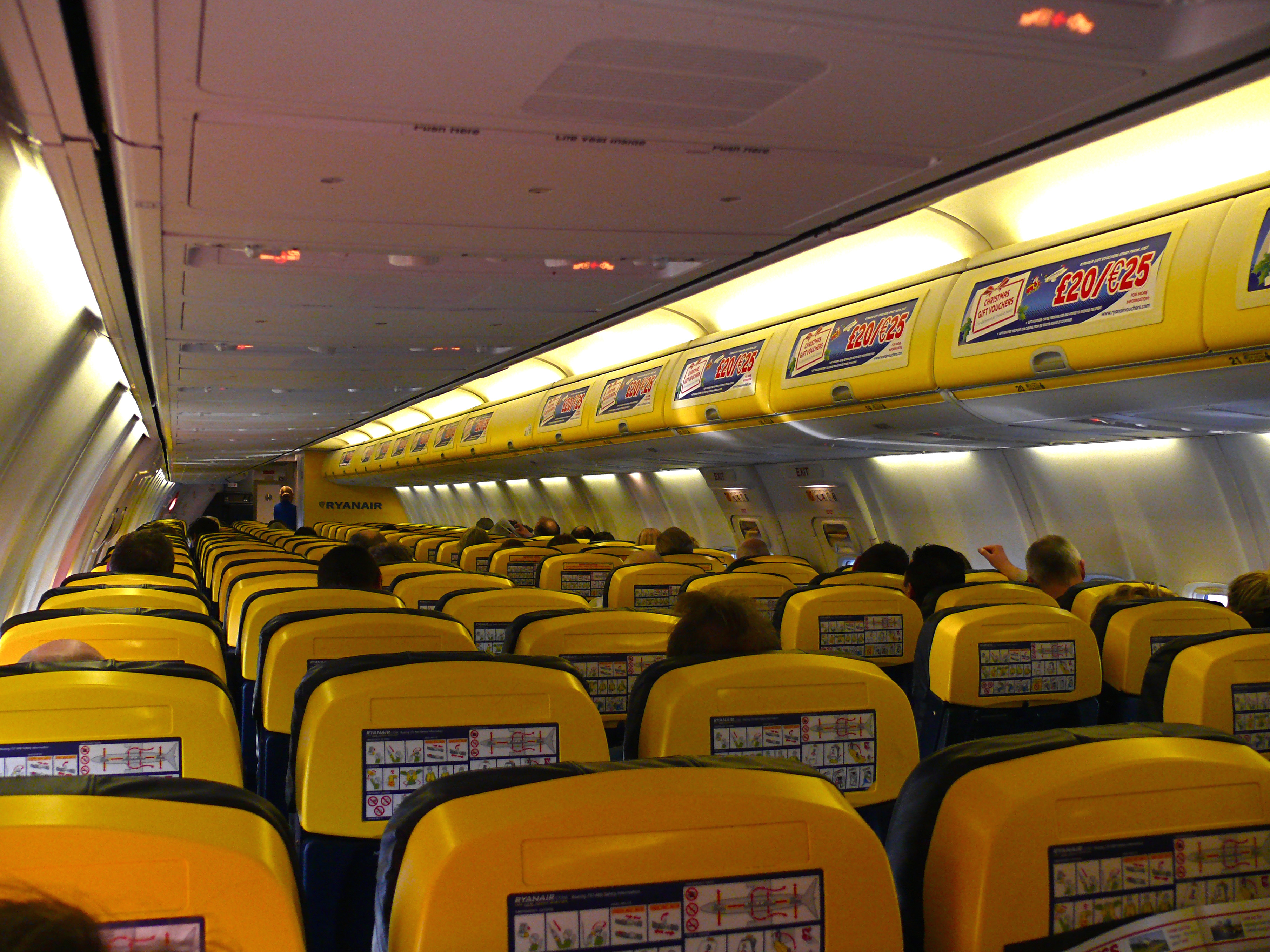
Interior de um avião da Ryanair com anúncios

A empresa enquadra-se numa estratégia de no frills, ou seja, uma estratégia de baixo preço associada a um serviço standard de qualidade reduzida em que os serviços extra são pagos pelo consumidor, já que a companhia apenas assegura o transporte aéreo. O seu segmento alvo é muito específico e sensível ao preço, sendo que podemos considerar este o modelo puro das companhias aéreas low cost. É uma das companhias que mais polémicas gerou nos últimos anos.[carece de fontes?] Atualmente opera 362 rotas em 22 países. Tornou-se a primeira companhia aérea estrangeira a estabelecer uma base em Portugal, no âmbito Aeroporto Francisco Sá Carneiro, na região do Porto. Posteriormente também inaugurou bases no Aeroporto Internacional de Faro, no Algarve, e no Aeroporto Humberto Delgado, em Lisboa. 
Apesar de ainda não estar confirmado, em 2019, a Ryanair disse que poderia fechar a sua base no Aeroporto Internacional de Faro, no Algarve.

## História

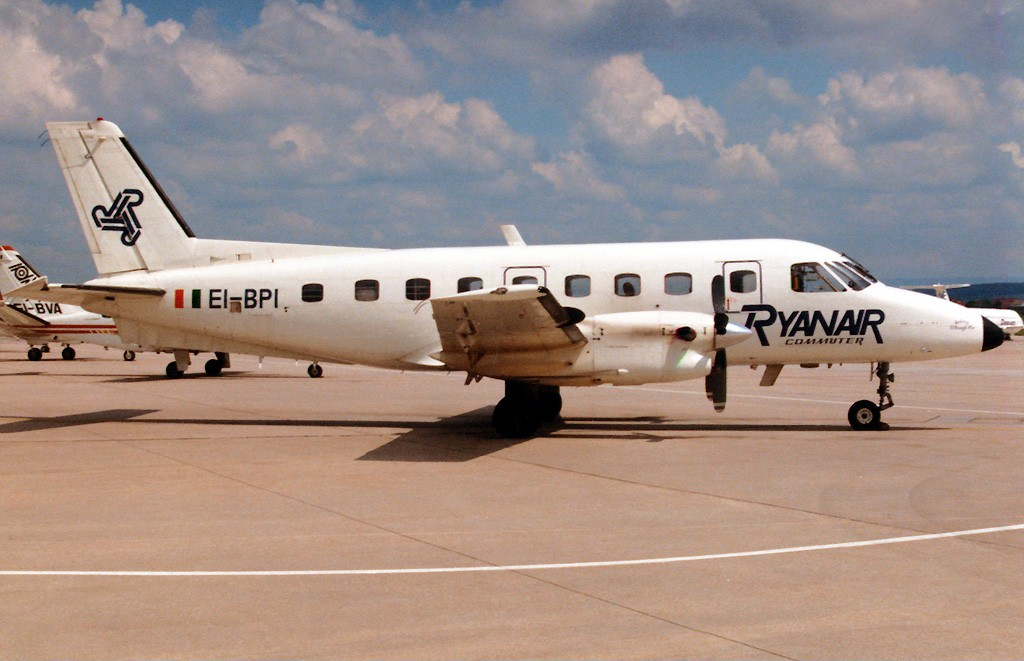
Ryanair Embraer EMB-110 em usado entre 1985 e 1989

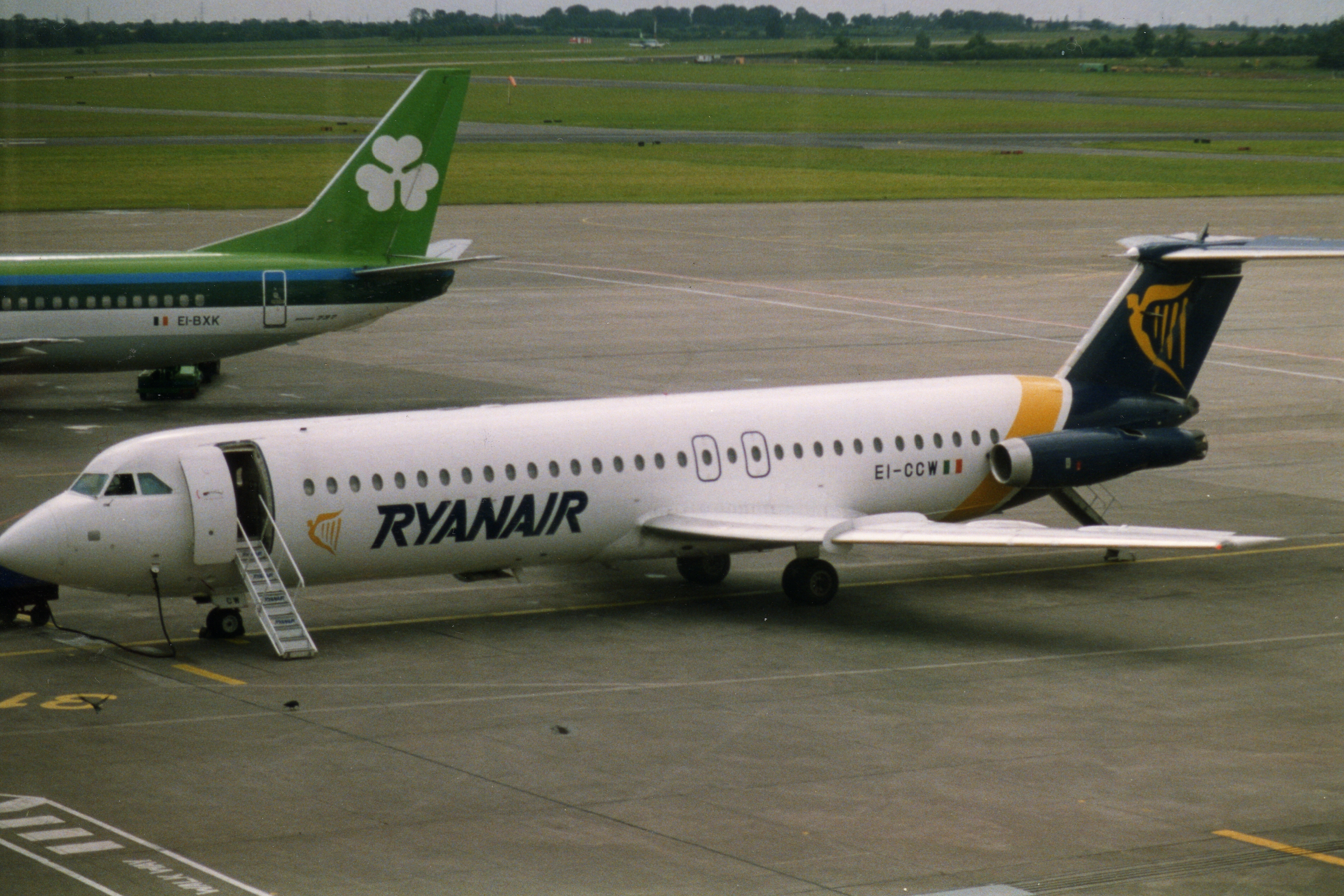
Ryanair BAC 1-11 usado entre 1987 e 1994

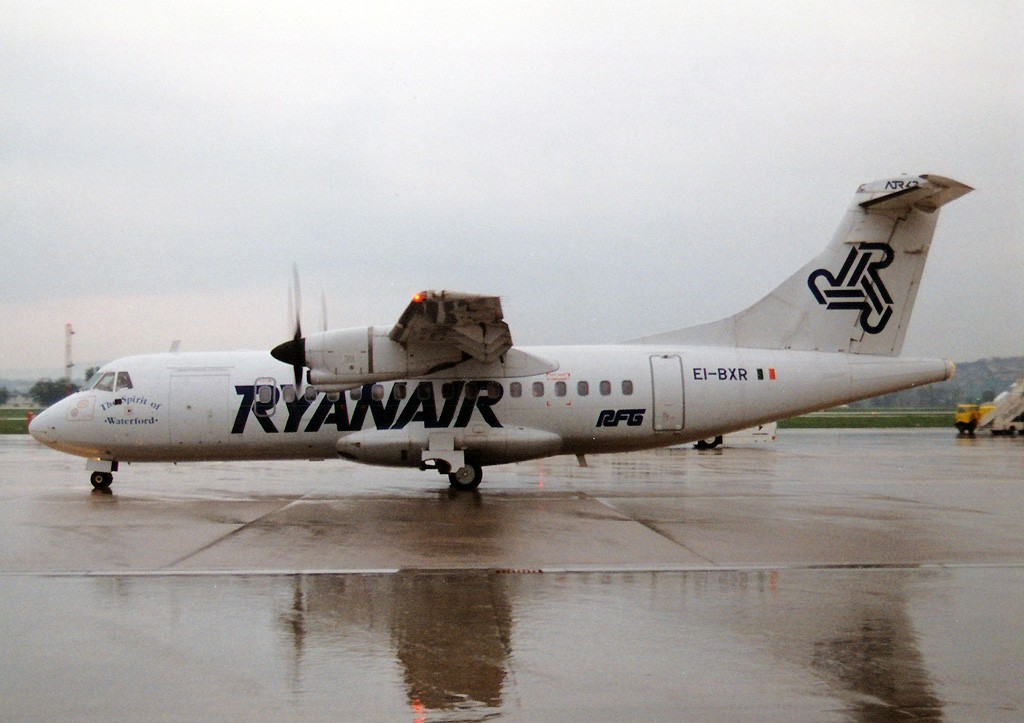
Ryanair ATR-42 usado entre 1989 e 1991

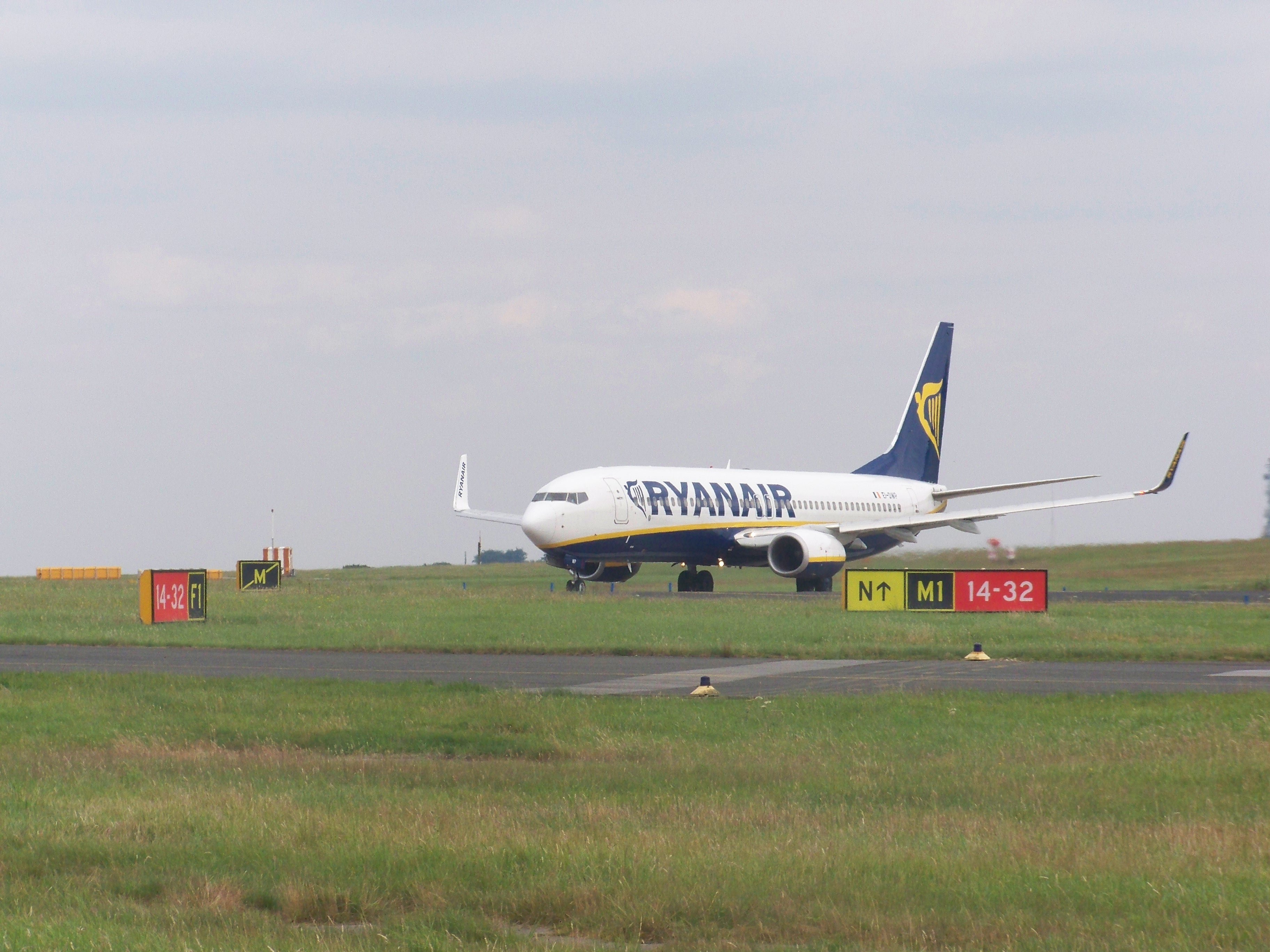
Ryanair Boeing 737-800 (Aeroporto Internacional de Leeds Bradford)

A empresa foi criada em 1985 por Christy Ryan, Tony Ryan e Liam Lonergan, empresários irlandeses. A ideia inicial era oferecer voos de baixo custo do Reino Unido para a Irlanda, em favor da grande comunidade irlandesa no Reino Unido. A empresa iniciou serviços em 1986 com rotas entre os dois países.
Até 1991 a empresa cresceu, no entanto enfrentava grandes perdas financeiras, até que em 1991 foi contratado Michael O’Leary (atual presidente da companhia) com a tarefa de rentabilizar a empresa, seguindo o modelo da Southwest Airlines norte-americana, a primeira grande companhia aérea baixo-custo no mundo. A empresa começou assim em 1995 a seguir o modelo da sua congénere norte-americana baseando-se na prática de preços baixos e a alta frequência dos voos numa frota de modelo único, o Boeing 737. A partir desta altura, a empresa cresceu rapidamente, voando para aeroportos secundários que servem grandes cidades, e competindo com companhias aéreas de bandeira, que naquela altura aplicavam tarifas elevadas. O processo de liberalização do espaço aéreo europeu permitiu assim que a companhia irlandesa se tornasse a primeira companhia aérea low cost europeia, transportando até à data mais de dois milhões de passageiros.
Nos últimos anos, a empresa expandiu-se por toda a Europa, abrindo novas bases em todo o continente e novos destinos com tarifas muito reduzidas. Entrou também em competição direta com a sua rival britânica Easyjet, nomeadamente através de campanhas publicitárias ferozes e comparativas. Uma das mais polémicas foi em 2004, quando anunciou que iria oferecer por cada milhão de libras de prejuízos da Easyjet, um milhão de passagens aéreas gratuitas para toda a sua rede (o passageiro apenas paga as taxas de aeroporto). Outra estratégia de expansão foi a megaencomenda ao fabricante de aviões norte-americano Boeing, de mais de 160 aviões Boeing 737. A história recente da Ryanair é marcada por altos e baixos: Por um lado, a empresa continua a expandir rapidamente através da abertura de novas bases e rotas e através da aquisição de mais aviões. Por outro lado tem sido alvo de fortes críticas, principalmente devido à "falta" de apoio aos passageiros em caso de situações extremas: Em caso de cancelamentos ou atrasos de voos, a companhia raramente se responsabiliza pela reserva e obriga os passageiros a pagar um novo bilhete. Pelo facto de voar para aeroportos secundários, dando lhe o nome de cidades conhecidas (exemplos: Frankfurt Hahn, Paris Beauvais (aeroportos que ficam a mais 100 km das respetivas cidades), muitas vezes o transporte do aeroporto para a cidade destino final do passageiro acaba por custar tanto ou mais ao passageiro do que a própria passagem aérea.[carece de fontes?]

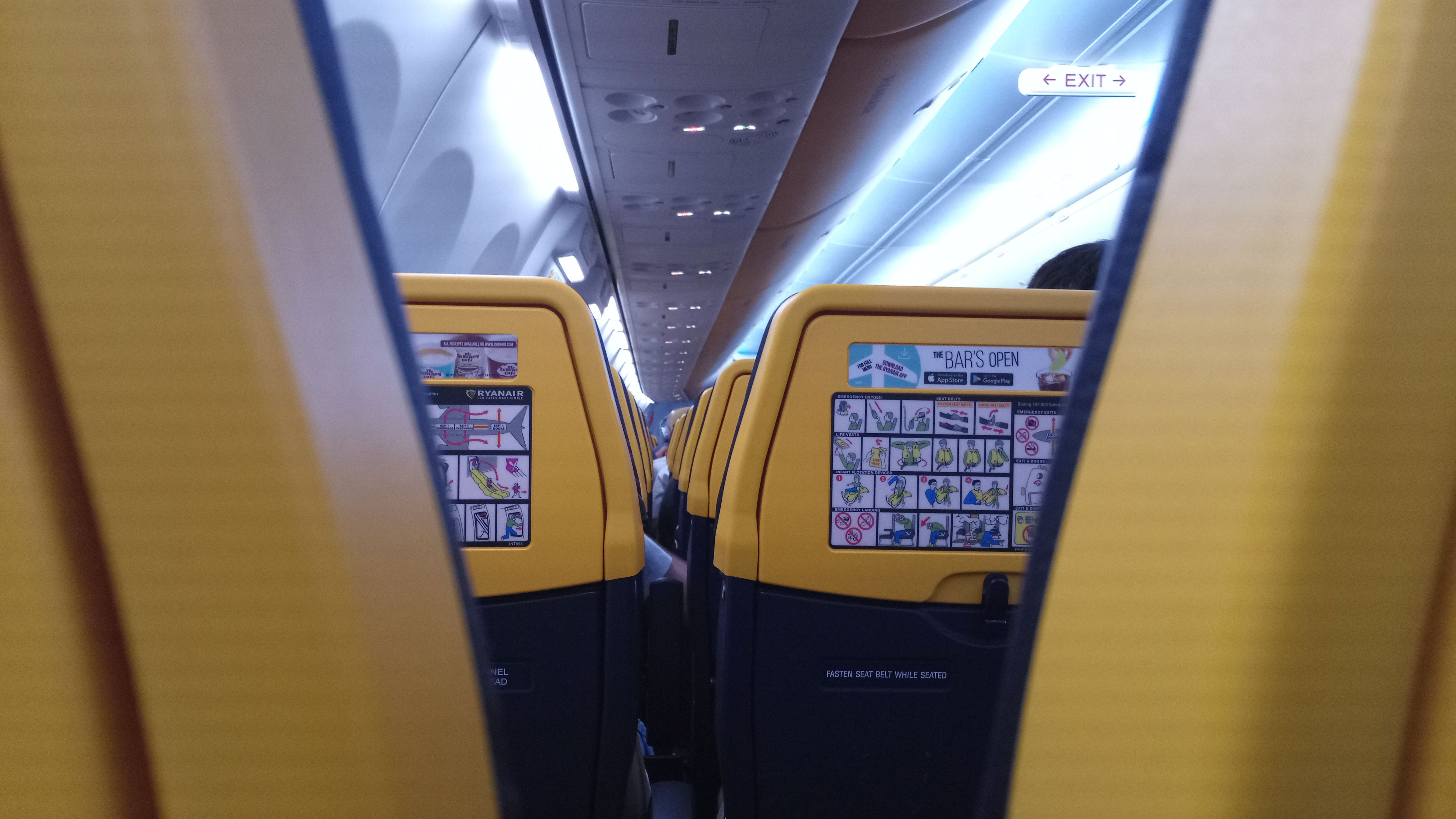
Interior do Boeing 737 NG EI-GXN da Ryanair, em agosto de 2021.

Em abril de 2007, a empresa anunciou a sua intenção de criar uma nova companhia de baixo custo, especializada em voos de longo curso, utilizando o mesmo modelo de baixo custo, mas utilizando um novo nome e uma nova marca. Esta nova empresa irá voar, tal como a Ryanair, para aeroportos secundários. Os modelos de aviões a operar para esta nova companhia seriam Boeing 787 ou Airbus A350 XWB. Ainda não está definidas as datas de início de operações. Em agosto de 2007, a empresa introduziu um novo sistema de cobrança de uma taxa a passageiros que efetuam o check-in no aeroporto e que registam malas de porão. Com essa ação, a empresa pretende popularizar as viagens sem bagagem e o check-in pela Internet (gratuito), e reduzindo custos de emissão de cartões de embarque e pessoal. Em outubro de 2007, a Ryanair iniciou uma nova fase de substituição de aeronaves, os primeiros Boeing 737-800 que adquiriu no ano de 1998. Os primeiros aviões foram vendidos à companhia brasileira Varig.
As tarifas baixas e a frequência de voos, continuam a levar a um grande aumento de procura por parte dos europeus, e na escolha pela Ryanair para as suas viagens, tornando a Ryanair num dos maiores sucessos da história da aviação civil europeia. Em março de 2010, a Air France confirma que apresentou queixa contra a Ryanair, na Comissão Europeia, acusando-a de receber ajudas públicas, em cerca de € 11 por passageiro.

## Destinos

Destinos da Ryanair

## Presença em Portugal
A primeira rota portuguesa da Ryanair era um voo semanal entre Dublin e Faro em 2002. Em 2006, a empresa expandiu a partir de Faro e atualmente voa diariamente a partir daquele aeroporto para 31 aeroportos, entre eles Madrid, Frankfurt (Hahn), Bruxelas (Charleroi), Dublin e Shannon.
Em 2005, a companhia inaugurou o seu primeiro serviço para o Porto a partir de Londres (Stansted) com dois voos diários.
Em julho de 2009, a Ryanair anunciou a inauguração da sua 33.ª base no aeroporto do Porto, com 2 aviões baseados e 4 novas rotas. Desta forma, a companhia aérea voava para 16 destinos no total a partir daquele aeroporto e sustenta 1500 postos de trabalho. Hoje, a base do Porto tem quatro aviões e 36 destinos, voando do Aeroporto Francisco Sá de Carneiro para Dublin, Liverpool, Stansted, Lübeck, Bremen, Dortmund, Hahn, Weeze, Baden-Baden, Nuremberg, Memmingen, Bergamo, Bolonha, Roma, Eindhoven, Maastricht, Bruxelas, Charleroi, Lille, Beauvais, Vatry (Disneyland), Estrasburgo, Tours, Dole, La Rochelle, Bordéus, Marselha, Carcassone, Clermont-Ferrand, Saint Etienne, Barcelona, Palma de Maiorca, Valência, Madrid, Tenerife sul, Gran Canaria, Faro.
Em dezembro de 2009, a Ryanair anunciou a inauguração da sua 39ª base no aeroporto de Faro, com 6 aviões baseados e 16 novas rotas. O número de rotas servidas à partida da capital algarvia ascendeu, assim, a 31. Com a inauguração da base em março de 2010, foi anunciado uma 7º aeronave para Faro, a ser operada apenas nos meses de verão, mantendo-se durante o resto do ano as referidas 6 aeronaves.
Inaugurou também uma base em Lisboa, de onde iniciou voos domésticos entre Lisboa e Porto, entre muitos outros internacionais.
Nos dados reportados ao mercado para o ano fiscal terminado a 31 de março de 2016, a Ryanair publicou gráficos onde explica a sua evolução face a companhias com as quais compete. A nível de passageiros transportados em Portugal, por exemplo, a companhia é segunda com 20% do tráfego global, após a TAP e antes da EasyJet.
A Ryanair chega às 139 rotas em Portugal durante 2018. Com 57 no Porto, 36 em Lisboa, 41 em Faro, 3 em Ponta Delgada e 2 na Terceira, continua a ser a segunda companhia aérea com mais passageiros e voos no país. No Porto tem mais 18 voos por semana com oito novos destinos: Bolonha, Cagliari, Dusseldorf, Lille, Malta e Marraquexe, Manchester e Sevilha. Faro tem mais dez voos por semana com cinco novos destinos: Berlim, Colónia, Cork, Marselha e Milão Bergamo. Lisboa – Edimburgo é a única novidade para o aeroporto da capital. A Ryanair tem assim previsto voar 11 milhões de passageiros em Portugal, com 4,4 milhões em ligações ao Porto, 3,5 milhões no Aeroporto de Lisboa, 2,6 milhões em Faro, 400 mil em Ponta Delgada e cem mil na Terceira.
Em 2019, para interligar duas das maiores cidades-santuário do mundo, a de Fátima, em Portugal, e a de Lourdes, em França, a Ryanair lançou ainda uma ligação regular direta entre a capital portuguesa, Lisboa, e o Aeroporto de Tarbes-Lourdes-Pirenéus.

## Frota

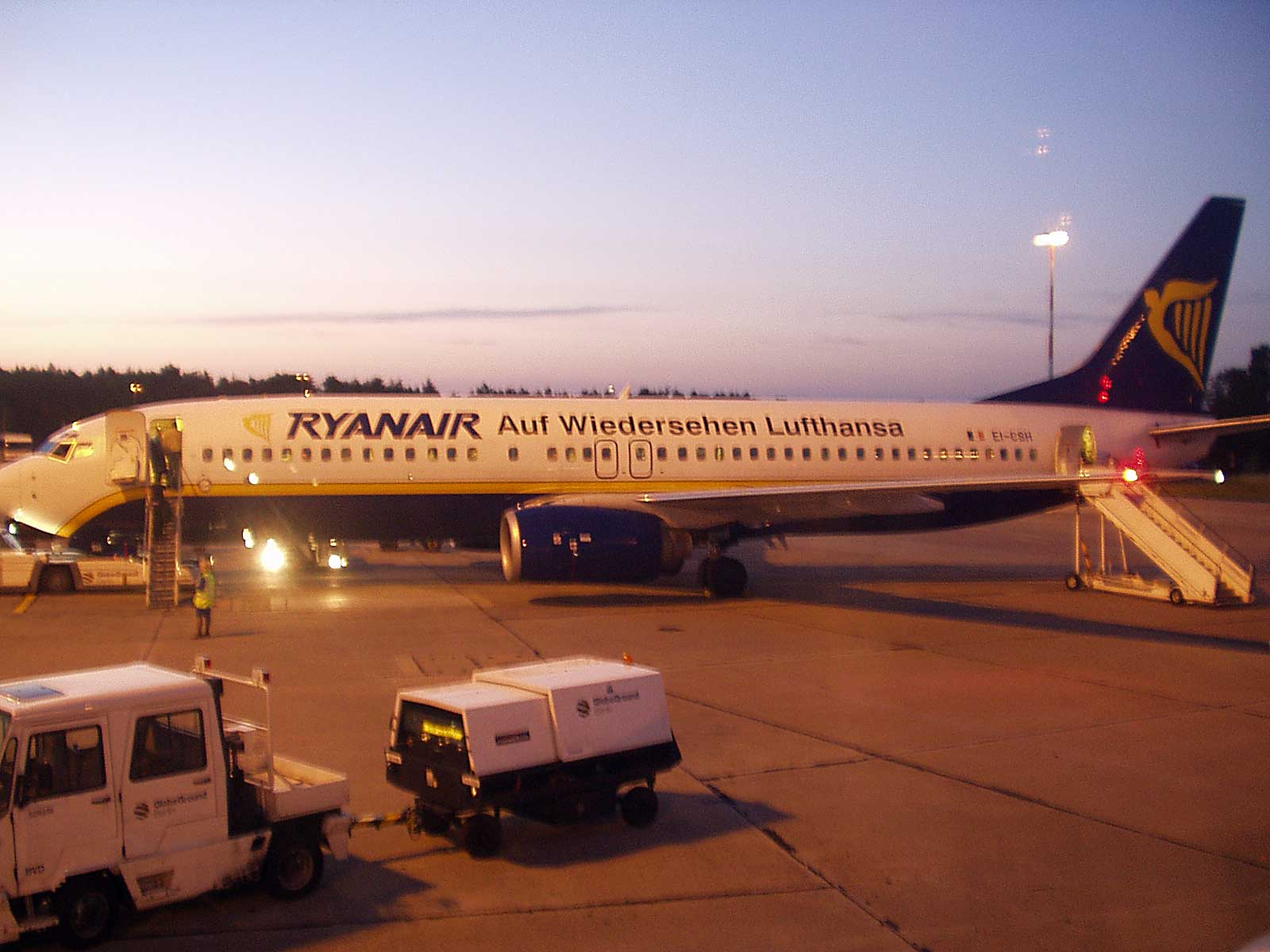
Um Boeing 737-800 da Ryanair, com o texto "Auf Wiedersehen Lufthansa," ("Adeus, Lufthansa" em português), no Aeroporto de Berlim-Schönefeld, na Alemanha (2005)

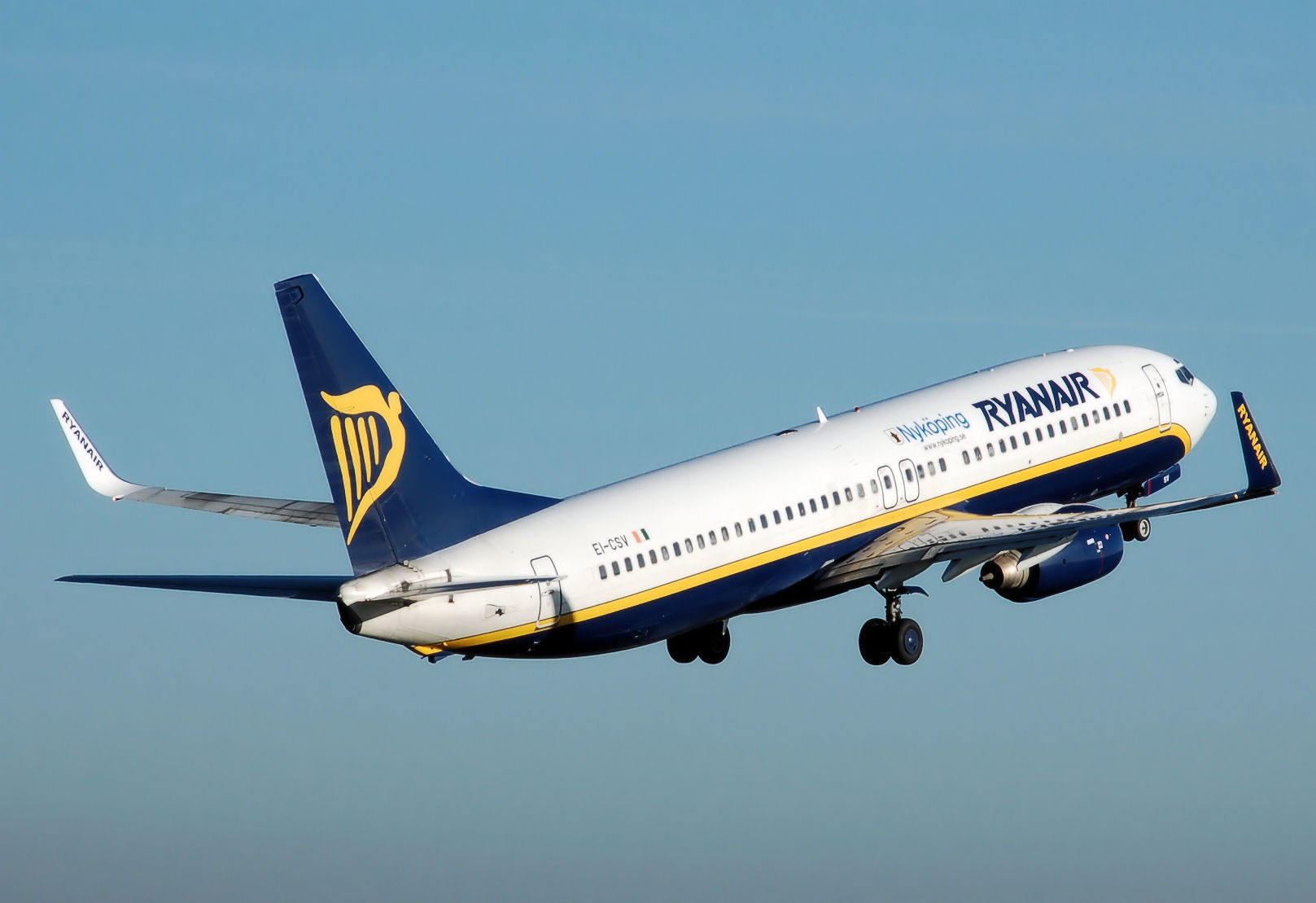
Um Boeing 737-800 da Ryanair, com o nome Nicopinga, descolando do Aeroporto de Londres Luton, na Inglaterra (2007)

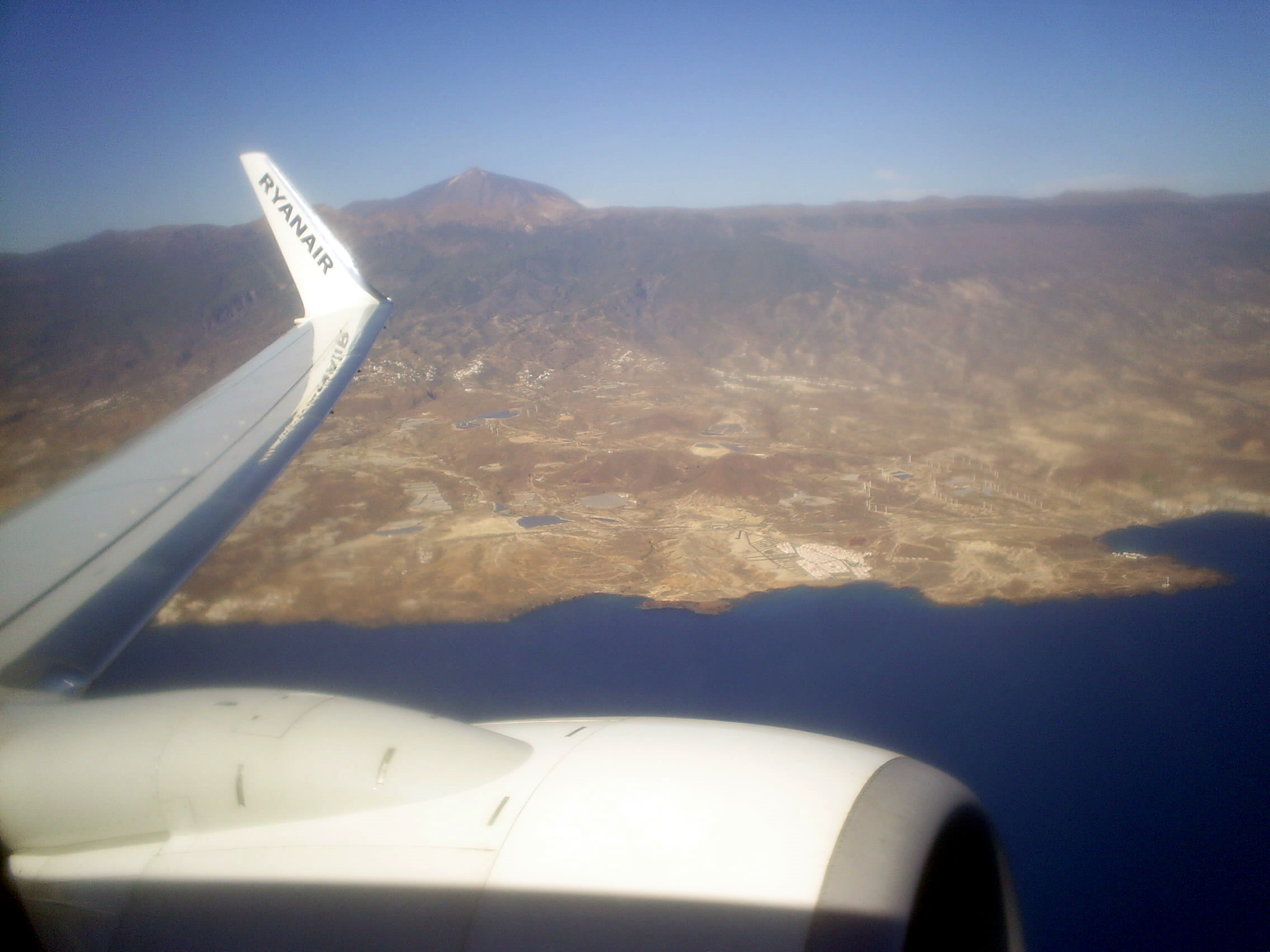
Uma winglet de um avião da Ryanair com Teide, em (Tenerife) em frente

A Ryanair diz que opera a mais nova, verde e silenciosa frota de aviões na Europa. Em março de 2018, a idade média da frota da Ryanair é de 6,8 anos.
A frota da Ryanair atingiu as 200 aeronaves, pela primeira vez a 5 de setembro de 2009. A companhia está a expandir-se rapidamente e vai operar uma frota de 292 aeronaves até 2012, com opções para mais 10 aeronaves para serem entregues durante esse tempo. Todas as aeronaves da frota da Ryanair foram adaptadas com winglets para melhorar o desempenho e as entregas mais recentes vieram já com elas instaladas como padrão.
| Avião            | Entregues | Pedidos | Opções | Passageiros (Económica) |
| ---------------- | --------- | ------- | ------ | ----------------------- |
| Boeing 737-700   | 1         | 0       | 0      |                         |
| Boeing 737-800   | 500       | 4       | 0      | 189                     |
| Boeing 737 MAX 8 |           | 135     |        | 197                     |

### Futuras compras
Em outubro de 2009, a Ryanair confirmou que estava em negociações com a Boeing e a Airbus sobre um pedido, que poderia incluir até 200 aeronaves. Mesmo tendo a Ryanair um acordo com a Boeing até a esta altura, Michael O'Leary disse que poderia comprar aviões à Airbus se esta, oferecer um negócio melhor. As aeronaves desta encomenda iriam começar a ser entregues em 2012, logo que a encomenda actual expirasse.
Em novembro de 2009, a Ryanair anunciou que as negociações com a Boeing tinham procedido mal e que estava a pensar parar as negociações, colocando agora as 200 aeronaves para serem entregues entre 2013 e 2016, e simplesmente devolver o dinheiro aos accionistas. Além disso, se as negociações não foram concluídas até o final de 2009, a Ryanair vai iniciar uma série de adiamentos e cancelamentos nas encomendas existentes e "acabar" a sua relação com a Boeing.
Em dezembro de 2009, a Ryanair anunciou que as negociações com a Boeing tinham falhado. A Ryanair planeia agora ter mais 112 aviões até 2012 e mais nenhum depois disso. Os planos atuais permitem que sejam entregues 48 aeronaves em 2010, 37 em 2011 e 27 em 2012. A Ryanair confirmou que chegou a um acordo em relação ao preço, mas não conseguiu chegar a um acordo em relação às condições, visto que a Ryanair queria levar adiante certas condições do seu contrato anterior. A Ryanair agora planeia devolver o dinheiro aos acionistas depois de 2012, e afirma que não tem planos para reabrir as negociações com a Boeing ou com qualquer outra construtora.
Em março de 2013, A Ryanair encomendou à Boeing 175 Boeing 737. A Ryanair alargará a frota a mais de 400 aviões, o que permitira um crescimento anual do tráfego de perto de 5%. As 175 aeronaves deverão ser entregues até 2018, destinado-se 75 a renovação da frota.

### Frota Antiga
A Ryanair operou os seguintes tipos de aeronaves:
| Aviões                      | Introduzidos | Retirados |
| --------------------------- | ------------ | --------- |
| Embraer EMB-110 Bandeirante | 1985         | 1989      |
| Hawker Siddeley HS 748      | 1986         | 1989      |
| BAC One-Eleven              | 1987         | 1994      |
| ATR 42                      | 1989         | 1991      |
| Boeing 737-200              | 1994         | 2005      |
| Boeing 737-800              | 1999         |           |